# Hulman rudolící
Hulman rudolící (Semnopithecus vetulus) je opice z čeledi kočkodanovití (Cercopithecidae), endemit ostrova Cejlon.

## Systematika
Za popisnou autoritu tohoto druhu je pokládán německý přírodovědec Johann Christian Polycarp Erxleben (1777). Erxleben pro hulmana zvolil vědecké jméno Cercopithecus vetulus, současné odborné jméno je Semnopithecus vetulus. Některé starší zdroje používají pro hulmana rudolícího vědecké jméno Presbytis senex.
Blízkým příbuzným hulmana rudolícího je hulman nilgirský (S. johnii) ze západní Indie; oba druhy se vyznačují fialovými tvářemi, bílými licousy a relativně malými rozměry. V některých starších zdrojích se oba dva tito hulmani řadí v rámci rodu Trachypithecus (někdy v rámci samostatného podrodu Kasi), nejbližší příbuzenské vztahy však na základě genetických dat sdílejí s hulmany rodu Semnopithecus (řadí se sem mj. hulman posvátný). Oba druhy zároveň nemusejí být sesterské.
V případě hulmana rudolícího se rozeznávají až čtyři poddruhy: vetulus, monticola, nestor, philbricki.

## Popis
Samci hulmanů rudolících bývají mohutnější než jejich samičí protějšky. Délka těla samců činí 50–67 cm, délka ocasu 67–85 cm a hmotnost se pohybuje mezi 7 a 9 kg. Délka těla samic činí asi 45–60 cm, délka ocasu 59–82 cm a hmotnost se pohybuje mezi 5 a 8 kg. Oproti svému blízkému příbuznému, hulmanovi nilgirskému, bývá hulman rudolící podstatně menší. Oba dva druhy se vyznačují purpurovým zbarvením holých částí obličeje (někdy nicméně popisovaným spíše jako tmavě hnědým až černým). Hulman rudolící bývá o něco pestřejší než hulman nilgirský. Záda a ocas jsou šedě až černě zbarveny, ocas zdobí žlutá špička. Horní část hlavy má hnědé zbarvení, tvář pokrývají bílé licousy a bílý vous. Mláďata jsou šedavá, s bílými tvářemi.

## Chování a ekologie
Hulman rudolící žije endemitně na ostrově Cejlon. Jeho život je neodmyslitelně spojen s lesními porosty, od nížinných pralesů až po mlžné lesy ve středu ostrova. Obývá nadmořské výšky od asi 50 do 2 200 metrů. Z důvodu vazby na lesní ekosystémy populace hulmanů rudolících scházejí v suchých východních a jihovýchodních regionech, kde je nahrazují jiné opice.
Hulmani tráví takřka celý svůj život ve stromovém patře a jen zřídka slézají na zem. Jde mj. o obratné skokany. Ačkoli se mohou živit různou potravou a zvláště v obdělávaných oblastech se často krmí ovocem, dominantní složku jídelníčku tvoří listy. Tento jídelníček je více méně charakteristický i pro řadu jiných zástupců z podčeledi hulmanů, adaptací pro takovou stravu je mj. vícekomorový žaludek. Hulman rudolící požírá zejména listy stromů Holoptelea integrifolia, Hydnocarpus venenata a Manilkara hexandra.
Strava založená na listech není příliš výživná. Hulmani rudolící si tak vydržují jen velmi malé území a značnou část dne tráví odpočinkem, čímž zvláště během období nedostatku potravy kompenzují energetické ztráty. Rodinné skupinky jsou nepočetné, vede je jeden, maximálně dva samci; celková velikost domovského okrsku nepřesahuje 1 hektar. Během dne může celá tlupa trávic čas dokonce jen na jediném stromě. Délka březosti trvá 6 až 7 měsíců, samice většinou rodí jediné mládě, které následujících 7 až 8 měsíců kojí. Pohlavní dospělosti hulmani dosahují ve věku asi 4 let. Samice péči o mláďata sdílejí (tetičkovské chování neboli allomothering); z hlediska nově příchozích samců pak pramení hrozba infanticidy.

## Ohrožení
Mezinárodní svaz ochrany přírody (IUCN) považuje hulmana rudolícího ve svém vyhodnocení stavu ohrožení z roku 2020 za ohrožený druh, přičemž očekává pokles populací o více než 50 % za poslední tři generace (asi 36 let). Celkový počet přežívajících jedinců zůstává nejasný. Hlavní příčiny ohrožení pramení ze ztráty přirozeného prostředí, ať už kvůli těžbě dřeva, rozšiřování lidských sídel nebo získávání nové zemědělské půdy. Pouze během let 1956 až 2003 vedlo odlesňování ke ztrátě více než poloviny místních porostů. Vzájemné interakce mezi lidmi a hulmany navíc vedou ke konfliktům, opice jsou rovněž příležitostně zabíjeny pro maso a kožky. Realizace ochranných opatření tak z velké části závisí i na podpoře ze strany místních komunit.